# Консельейру-Лафаети
Консельейру-Лафаети (порт. Conselheiro Lafaiete) — муниципалитет в Бразилии, входит в штат Минас-Жерайс. Составная часть мезорегиона Агломерация Белу-Оризонти. Входит в экономико-статистический микрорегион Консельейру-Лафайети. Население составляет 113 019 человек на 2006 год. Занимает площадь 369,544 км². Плотность населения — 305,8 чел./км².

## История
Город основан 19 сентября 1790 года.

## Статистика
- Валовой внутренний продукт на 2003 год составляет 496 998 559,00 реалов (данные: Бразильский институт географии и статистики).
- Валовой внутренний продукт на душу населения на 2003 год составляет 4522,00 реалов (данные: Бразильский институт географии и статистики).
- Индекс развития человеческого потенциала на 2000 год составляет 0,793 (данные: Программа развития ООН).

## География
Климат местности: горный тропический.